# Бульварный роман (фильм)
«Бульварный роман» — российская мелодрама 1995 года, фильм снят по повести Валентина Пикуля «Ступай и не греши».

## Сюжет
В начале XX века состоялся громкий судебный процесс по делу Ольги Палем. Родившись в многодетной еврейской семье, она сбежала из дома, так как отец принуждал её выйти замуж за нелюбимого человека. Ольга стала содержанкой богатого старика, а потом бросила его ради любви к студенту Александру, которого она, в конце концов, и убила, не выдержав унижений.

## В ролях
- Анна Самохина — Ольга Палем
- Валерий Смецкой — Александр Довнар
- Вячеслав Тихонов — Станислав Васильевич Кандинский
- Нина Русланова — Александра Михайловна
- Владимир Самойлов — Колемин
- Лев Дуров — Николай Платонович Карабчевский, адвокат
- Светлана Андропова — Зинаида Красовская
- Евгений Жариков — капитан Фёдор Агапов
- Юрий Волков — генерал Попов
- Эрнст Романов — министр
- Юрий Каюров — председатель суда
- Владимир Конкин — инспектор Кухарский
- Рудольф Рудин — пристав Перцовский
- Спартак Мишулин — Мордка Палем
- Любовь Соколова — Мария Егоровна, квартирная хозяйка
- Евгений Моргунов — губернатор
- Семён Фарада — хозяин ресторана
- Валерий Носик — пристав Чабанов
- Тамара Носова — Фанни Львовна Эдельгейм, хозяйка борделя
- Александр Пятков — барон Сталь фон Гольштейн
- Анатолий Ведёнкин — Гаврилов
- Юрий Богомолов — Станислав Милицер
- Сергей Клановский — Натан, жених
- Виктор Лазарев — священник
- Руслан Курашов — эпизод

## Съёмочная группа
- Автор сценария: Арнольд Витоль
- Режиссёр: Василий Панин
- Операторы: Михаил Коропцов, Владимир Фастенко
- Художник: Павел Илышев
- Композитор: Евгений Дога